# Station Kowalów
Station Kowalów is een spoorwegstation in de Poolse plaats Kowalów.